# Хірургія (фільм, 1939)
«Хірургія» — радянська короткометражна чорно-біла комедія, поставлена на кіностудії «Ленфільм» в 1939 році режисером Яном Фрідом з оповідань А. П. Чехова «Хірургія» і «Сільські ескулапи». Прем'єра фільму в СРСР відбулася 30 квітня 1939 року.

## Сюжет
Лікар земської лікарні у від'їзді, і пацієнтів приймає підпилий фельдшер Гліб Глібич. Першим до нього звертається охриплий бас церковного хору. Фельдшер вступає з ним у суперечку про шкоду алкоголю для зв'язок і виписує порошок, а коли бас скаржиться ще й на шлунок, ставить діагноз «катар» і наливає касторки. Наступною проходить стара з хворою головою. Гліб Глібич виявляє у неї недокрів'я, рекомендує заняття гімнастикою і прописує розчин заліза. Але заліза в лікарні немає, і він відсипає старій соди. До кабінету пробивається кухарка коханої Гліб Глібича і просить м'ятних коржів. Висипавши їй всю банку, він цікавиться долею свого листа, але дізнається, що господиня порвала його і «коханням не займається». Нарешті, з'являється дяк Вонмігласов і довго скаржиться на зубний біль. Фельдшер вирішує вирвати зуб, але це виявилося непросто.

## У ролях
- Ігор Ільїнський —  фельдшер Гліб Глібич
- Іван Москвін —  дяк Юхим Вонмігласов
- Катерина Корчагіна-Александровська —  Марія Заплаксіна
- Василь Меркур'єв —  бас Михайло Ізмученков
- Валентина Телегіна —  кухарка
- Костянтин Злобін —  Єгорович

## Знімальна група
- Сценарій і постановка — Ян Фрід
- Композитор — Микола Тимофєєв
- Директор картини — В. Левицький
- Оператор — Соломон Бєлєнький
- Художники — Павло Зальцман, Семен Малкін